# Warner Bros. Pictures
Warner Bros. Pictures — американская кинокомпания по производству и распространению, подразделение Warner Bros. Motion Picture Group компании Warner Bros. Entertainment (обе принадлежат Warner Bros. Discovery). Студия является флагманским продюсером художественных фильмов в Warner Bros. Motion Picture Group, базирующимся в Warner Bros. Studios в Бербанке, Калифорния. Мультфильмы, снятые Warner Bros. Pictures Animation также выпускаются под маркой студии.
В настоящее время Warner Bros. Pictures является одной из пяти студий в Warner Bros. Motion Picture Group, остальные — New Line Cinema, DC Studios, Castle Rock Entertainment и миноритарный пакет акций Spyglass Media Group. «Барби» — самый кассовый фильм студии, заработавший 1,4 миллиардов долларов.
Основана в 1923 году братьями Гарри Уорнером, Альбертом Уорнером, Сэмом Уорнером и Джеком Л. Уорнером. Помимо производства собственных фильмов, занимается кинопроизводством, театральной дистрибуцией, маркетингом и продвижением фильмов, снимаемых и выпускаемых другими лейблами Warner Bros., включая Warner Bros. Pictures Animation, New Line Cinema, DC Studios и Castle Rock Entertainment, а также различных сторонних продюсеров.

## История
Предшественница студии (и современная Warner Bros Entertainment в целом) была основана в 1911 году как Warner Features Company в Нью-Касле, штат Пенсильвания, режиссёром Сэмом Уорнером и его деловыми партнерами и братьями, Гарри, Альбертом и Джеком. В 1912 году сняли свой первый фильм, «The Peril of the Plains», который Сэм снял для компании St. Louis Motion Picture Company. В 1915 году Сэм и Джек переехали в Калифорнию, чтобы создать свою производственную студию, в то время как Альберт и Гарри 8 июля 1915 года создали нью-йоркскую Warner Brothers Distributing Corporation для выпуска фильмов. В 1918 году четыре братьев выпустили свою первую полномасштабную картину: «Мои четыре года в Германии». Военный фильм стал кассовым хитом и помог братьям зарекомендовать себя как престижная студия.
4 апреля 1923 года была официально создана Warner Bros. Pictures, Inc., так как их основное внимание было сосредоточено исключительно на киноиндустрии. В 1927 году Warner Bros. Pictures произвели революцию в киноиндустрии, когда американо-еврейские братья Уорнер выпустили свои первые фильмы «talkie» «Певец джаза» с Элом Джолсоном в главной роли. Тем не менее, основатель Сэм Уорнер умер до премьеры фильма. Когда компания диверсифицировалась на протяжении многих лет, в конечном итоге она была переименована в свое нынешнее название, но Warner Bros. Pictures продолжало использоваться в качестве названия подразделения компании по производству фильмов.
Студия выпустила двадцать пять фильмов, получивших номинацию на премию «Оскар» за лучший фильм: «Дизраэли» (1929), «Я — беглый каторжник» (1932), «42-я улица» (1933), «Here Comes the Navy» (1934), «Сон в летнюю ночь» (1935), «Энтони Несчастный» (1936), «Жизнь Эмиля Золя» (1937), «Приключения Робин Гуда» (1938), «Четыре дочери» (1938), «Иезавель» (1938) и «Победить темноту» (1939), и это лишь некоторые из них.
После антимонопольного иска 1948 года неопределённые времена заставили Warner Bros. в 1956 году продать большую часть своих фильмов и мультфильмов до 1950 года компании Associated Artists Productions (a.a.p.). Кроме того, a.a.p. также получила мультфильмы студий leischer Studios и Famous Studios о Попае, первоначально от Paramount Pictures. Два года спустя a.a.p. была продана United Artists, которая владела компанией до 1981 года, когда Metro-Goldwyn-Mayer приобрела United Artists.
В ноябре 1966 года Джек устроил прогрессирующий возраст и меняющиеся времена, продав 32 % контроля над студией и музыкальным бизнесом компании Seven Arts Productions, управляемой канадскими инвесторами Эллиотом и Кеннетом Хайманом, за 32 миллиона долларов. 14 июля 1967 года компания, включая студию, была переименована в Warner Bros.-Seven Arts.
В 1982 году, в свои независимые годы, Turner Broadcasting System приобрела Brut Productions, подразделение по производству фильмов, тогдашней компании Faberge Inc., занимающейся личной гигиеной.
В 1986 году Turner Broadcasting System приобрела Metro-Goldwyn-Mayer. Оказавшись в долгах, Turner сохранила кино- и телевизионные библиотеки MGM до мая 1986 года и небольшую часть библиотеки United Artists (включая библиотеку a.a.p. и североамериканские права на библиотеку RKO Radio Pictures), в то же время отключая остальную часть MGM.
В 1989 году Warner Communications приобрела Lorimar-Telepictures Corporation и объединилась с Time Inc., чтобы сформировать Time Warner (ныне Warner Bros. Discovery). Каталог Lorimar включал библиотеку Rankin/Bass Productions после 1974 года и библиотеку Monogram Pictures/Allied Artists Pictures Corporation после 1947 года.
В 1991 году Turner Broadcasting System приобрела анимационную студию Hanna-Barbera и библиотеку Ruby-Spears у Great American Broadcasting, а спустя годы 22 декабря 1993 года Turner Broadcasting System приобрела Castle Rock Entertainment и 28 января 1994 года New Line Cinema. 10 октября 1996 года Time Warner приобрела Turner Broadcasting System, тем самым вернула домой библиотеку Warner Bros. до 1950 года. Кроме того, Warner Bros. владеет только библиотекой Castle Rock Entertainment после 1994 года.

### Warner Bros. Pictures
3 марта 2003 года подразделение было зарегистрировано как Warner Bros. Pictures, чтобы разнообразить сюжет фильмов и расширить аудиторию. Компания стала частью Warner Bros. Pictures Group, которая была основана в 2008 году, а Джефф Робинов был назначен первым президентом компании. В 2017 году давний исполнительный директор New Line Тоби Эммерих присоединился в качестве президента. В январе 2018 года он был повышен до председателя. 23 октября 2018 года была объявлено, что Линн Франк, президент Warner Bros. Pictures Group, покинет компанию, чтобы воспользоваться новыми возможностями. В июне 2019 года Warner Bros. Pictures подписала соглашение с SF Studios о распространении своих фильмов в Швеции, Дании, Норвегии и Финляндии.
Как и большинство других дистрибьюторов, Warner Bros. Pictures боролись с выпуском фильмов во время пандемии COVID-19 2020 года из-за ограничений на открытие кинотеатров. После того, как несколько фильмов, запланированных на 2020 год, были перенесены на 2021 год, WB объявили в декабре 2020 года, что они примут необычный подход, запланировав весь список своих фильмов 2021 года как для кинотеатрального проката, так и для одновременного месячного периода доступности на потоковом сервисе HBO Max, аналогично тому, как они выпускали фильма Чудо-женищга 1984» в этом месяце. Через месяц такие фильмы всё ещё будут доступны в кинотеатрах, а затем будут доступны через домашние СМИ в соответствии с типичными графиками выхода. Включение потоковой передачи, получившее название «Project Popcorn», было подвергнуто критике со стороны продюсерских компаний, режиссёров и актёров, так как Warner Bros. Pictures никого не информировали о плане до объявления, а также об опасениях по поводу более низких выплат из-за вариантов потоковой передачи, и к январю 2021 года Warner Bros. Pictures изменила свои компенсационные ставки для затронутых фильмов, чтобы обеспечить более крупные выплаты актёрам и съёмочным группам этих фильмов.
В марте 2021 года Warner Bros. объявила, что в 2022 году они прекратят выпуск своей модели HBO Max и кинотеатрального проката в тот же день в пользу 45-дневного окна эксклюзивности в кинотеатрах. Это часть соглашения, достигнутого студией с Cineworld (которая управляет Regal Cinemas).
1 июня 2022 года Warner Bros. Discovery (WBD), компания, ранее известная как Discovery, Inc. до приобретения WarnerMedia двумя месяцами ранее, объявила, что Эммерих уйдёт с поста главы Warner Bros. Pictures Group после переходного периода, и что она будет разделена на три отдельных подразделения; Warner Bros. Pictures/New Line Cinema, DC Films и Warner Animation Group. Бывшие руководители MGM Майкл Де Лука и Памела Абди будут выступать в качестве сопредседателей Warner Bros. Pictures (и временно контролировать два других подразделения до тех пор, пока для них не будут наняты новые руководители), в то время как Эммерих создаст свою производственную компанию и заключит пятилетнее соглашение о дистрибуции и финансировании с Warner Bros. Pictures. 8 июня главный операционный директор Кэролин Блэквуд объявила, что она тоже уходит в отставку.
В июне 2022 года Стив Спира вернулся в качестве президента по деловым вопросам Warner Bros., в то время как Де Лука и Абди сменили Эммериха в июле 2022 года. Бывший президент Алан Хорн был назначен консультантом президента WBD Дэвида Заслава, работая с Де Лукой и Абди.
В августе 2022 года Warner Bros. Pictures заключила многолетний контракт на распространение фильмов MGM за пределами США, в том числе на домашнее видео. Контракт включал совместное участие обеих компаний в маркетинге, продвижении, рекламе, распространении фильмов и отношениях с экспонентами будущих фильмов MGM. В том же месяце планы распространения фильмов на студии были изменены, и студия больше полагалась на кинотеатральный прокат, чем только на релизы HBO Max.
Уолтер Хамада, президент DC Films, ушёл в отставку 19 октября 2022 года. Президент по производству и развитию Кортни Валенти ушел в отставку 28 октября и был заменён Джесси Эрманом. 9 июня 2023 года Warner Bros. Pictures Group была переименована в Warner Bros. Motion Picture Group.